# Quitte pour la peur (film)
 (avril 2023).
Pour plus de détails, voir Fiche technique et Distribution.
Quitte pour la peur est une comédie dramatique historique française réalisée par Bruno François-Boucher et sortie en 2022,,.

## Synopsis
En 1781 dans une province de France, la duchesse de Quessoy qui a fait un mariage de raison, découvre par son docteur qu’elle porte l’enfant de son amant, un chevalier de Malte. Redoutant les foudres du duc qui œuvre auprès du Roi et tient à préserver son honneur, elle s’apprête à fuir lorsque son mari, apprenant la nouvelle par le docteur, vient réclamer des explications à sa femme. Effrayée de le voir prêt à se venger, la duchesse met tout en œuvre pour affronter le duc.

## Fiche technique
- Titre original : Quitte pour la peur
- Réalisation : Bruno François-Boucher
- Scénario : Bruno François-Boucher, François Le Roux d'après l'œuvre d'Alfred de Vigny
- Musique : Domenico Scarlatti
- Photographie : Christian Baudu
- Montage : Christian Baudu
- Décors : le Château de La Ville-Huë
- Costumes :
- Production : Bruno François-Boucher, Ségolène Point et François Le Roux
- Société de production : Bon Voyage Films et Notamots
- Société de distribution : Bon Voyage Films
- Pays de production :  France
- Langue originale : français
- Format : couleur — 1,85:1
- Genre : Comédie dramatique historique
- Durée : 62 minutes
- Dates de sortie :
  - France : 
    - 18 juin 2022 (Bretagne)
    - 25 janvier 2023 (en salles)

## Distribution
- Ségolène Point
- Éric Beslay
- François Le Roux
- Héléna Bortone
- Béatrice Hippolyte